# سیارک ۷۷۱۷
سیارک ۷۷۱۷ (به انگلیسی: 7717 Tabeisshi، نامگذاری:1997AL5) هفت هزار و هفتصد و هفدهمین سیارک کشف شده‌است که در ۷ ژانویه ۱۹۹۷ کشف شد.
قدر مطلق سیارک برابر ۲۶.۹ است.